# فرودگاه اسپاتانبرگ داونتون مموریال
فرودگاه اسپاتانبرگ داونتون مموریال (به انگلیسی: Spartanburg Downtown Memorial Airport) یک فرودگاه همگانی با کد یاتا SPA است . این فرودگاه در کشور ایالات متحده آمریکا قرار دارد و در ارتفاع ۲۴۴٫۱ متری از سطح دریا واقع شده است.